# Anthony Levandowski
Anthony Lewandobski (15 de marzo de 1980) es un ciudadano de doble nacionalidad estadounidense y francés y un ingeniero automovilístico de vehículos autónomos. En 2016 él cofundó Otto, una compañía de transportes autónomos, con Lior Ron, Claire Delaunay y Don Burnette. Con anterioridad a Otto, diseñó el coche autónomo de Google mientras trabajaba como cofundador y director técnico en el proyecto conocido como Waymo. Es conocido por su trabajo en la evolución de la tecnología de transporte autónomo. En 2018 cofundó Pronto lo que anunció a través de una notificación en su blog. Pronto fue la primera compañía en cruzar un país completo en un vehículo autónomo en octubre de 2018. En la cumbre AV de 2019, organizada por The Information, Levandowski remarcó que se necesita un avance fundamental en inteligencia artificial para avanzar en la tecnología de vehículos autónomos.